# Sollicitantencode
Een sollicitantencode is een set gedragsregels die is ontwikkeld om sollicitanten een leidraad te geven hoe ze zich minimaal behoren te gedragen tijdens een sollicitatieprocedure. De sollicitantencode is eigenlijk de tegenhanger van de sollicitatiecode die zich op de bedrijven richt. 
Een dergelijke code bevat basisregels waarvan verwacht wordt dat een sollicitant zich er aan zal houden tijdens zijn sollicitatie. Via deze code wordt geprobeerd om een zo eerlijk en openlijk mogelijke behandeling te creëren tussen het bedrijf of de organisatie die een werknemer zoekt en de sollicitant. Sollicitanten zijn niet verplicht om de code te volgen, wel zijn er bedrijven die tijdens de sollicitatieprocedure aangeven dan men verwacht dat de sollicitant zich aan de sollicitantencode zal houden. 